# Paolo Pizzo
Paolo Pizzo (* 4. dubna 1983 Catania, Itálie) je italský sportovní šermíř, který se specializuje na šerm kordem. Itálii reprezentuje od roku 2009. Na olympijských hrách startoval v roce 2012 a 2016. Jako mistr světa ze soutěže jednotlivců z roku 2011 vypadl na olympijských hrách v roce 2012 ve čtvrtfinále. S italským družstvem kordistů získal v roce 2016 stříbrnou olympijskou medaili.